# 阿蘇號航空母艦
阿蘇號航空母艦（日语：阿蘇）是1艘雲龍級航空母艦，該級艦隊航空母艦是用來填補在中途島戰役中損失的航空母艦。與姊妹艦葛城號一樣，由於造船廠的資源緊缺，阿蘇號需要安裝驅逐艦使用的渦輪機，因而與其它雲龍級航母相比速度較慢，阿蘇號的建造工作在馬里亞納海戰和萊特灣海戰失敗，在1944年11月1日下水，8天後中止建造，這是由於日本在太平洋戰爭中損失了大量艦載機和飛行員，導致增建航空母艦計劃被迫中止。
之後艦身停留倉橋島，1945年7月，阿蘇的艦身被拿來當作日本陆军特攻兵器樱弹的標杷，沒有受到嚴重的損壞，不過在終戰前因為持續的進水而傾斜著底，以斜躺的姿態度過了終戰。戰爭結束時只是六成完工，後是在1946年12月20日被浮起和就地解體，直至翌年4月26日解體完成。